# Дорошенко Олександр Миколайович
Олександр Миколайович Дороше́нко (нар. 13 грудня 1959, Київ) — український живописець. Заслужений художник України (2002), член Національної спілки художників України (1992).
Працює у техніці олійного живопису. Улюблені жанри — міський пейзаж, портрет, натюрморт, анімалістика.

## Освіта
Олександр Дорошенко закінчив:
- відділення живопису Республіканської художньої середньої школи імені Тараса Шевченка (тепер — Державна художня середня школа імені Тараса Шевченка);
- в 1992 — факультет теорії та історії мистецтв Київського державного художнього інституту (тепер — Національна академія образотворчого мистецтва і архітектури).

## Кар'єра
Після закінчення інституту чотирнадцять років працював художником-конструктором на Київському ювелірному заводі. Розробляв прикраси.
В кінці 1990-х з дружиною Оленою організував власний бізнес — багетну майстерню. У 2002 відкрив власну картинну галерею і майстерню з виготовлення рам та оформлення картин «Дорош-Арт».

## Відзнаки
Олександр Дорошенко нагороджений

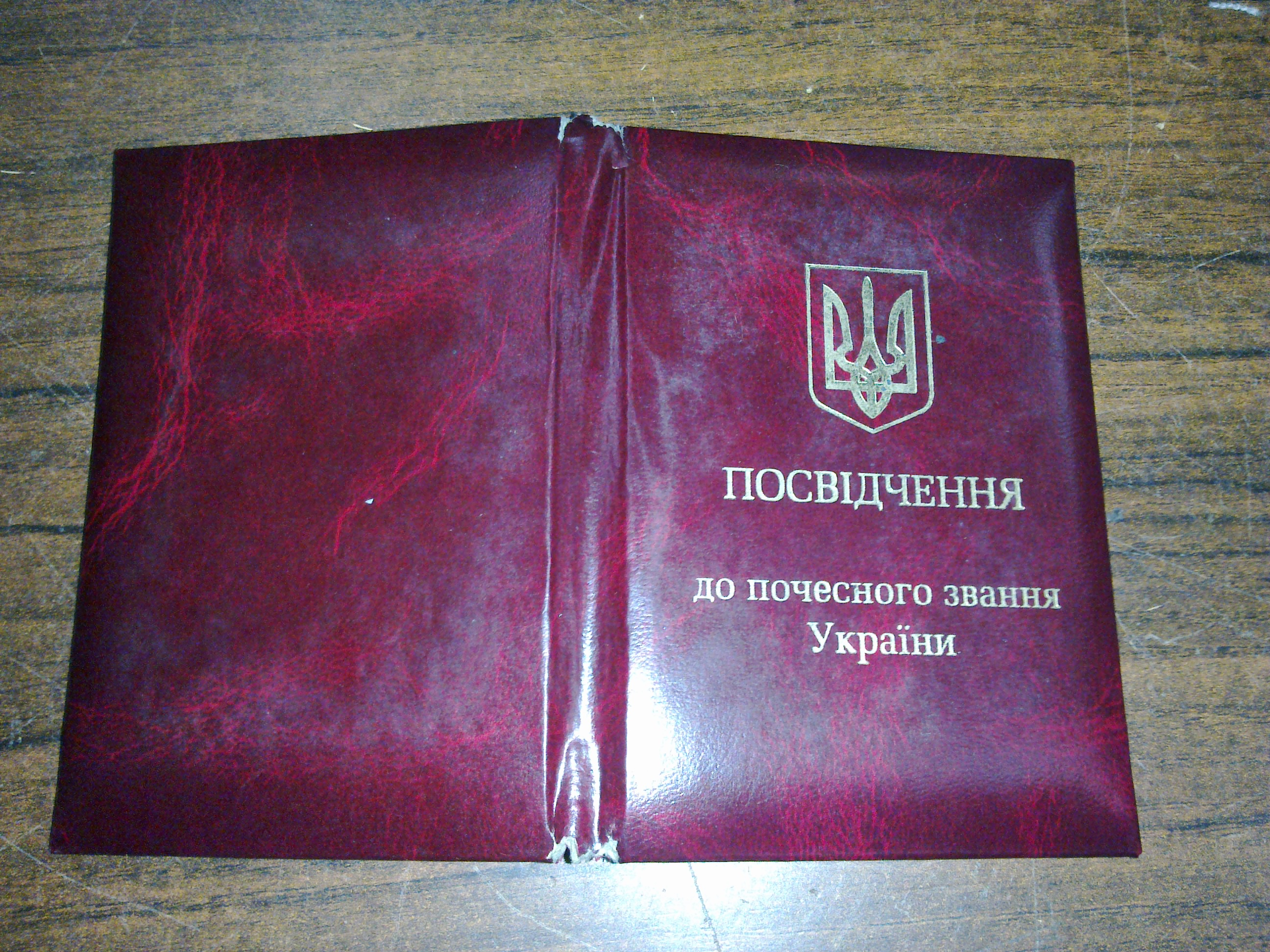

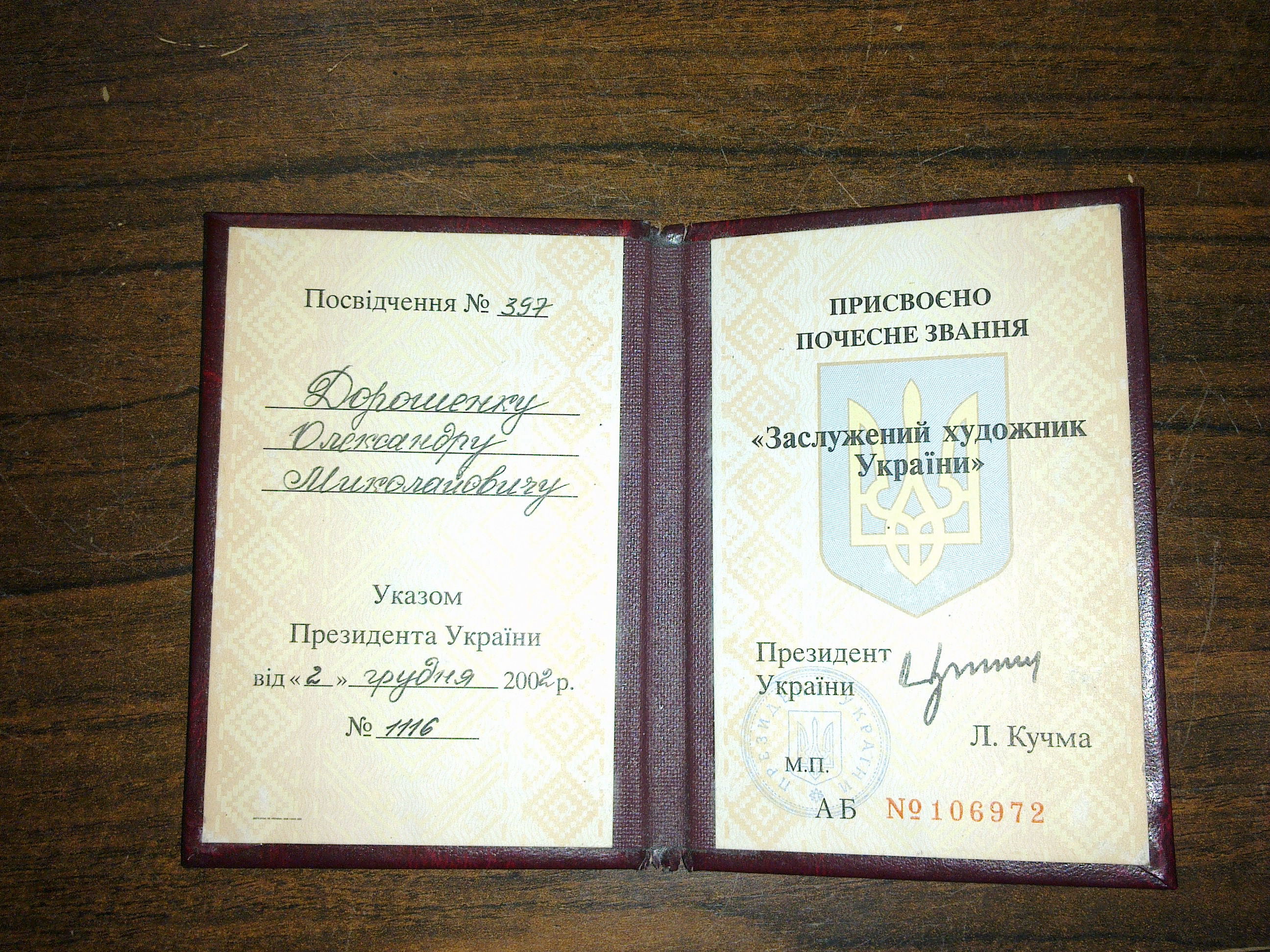

- дипломом прем'єр-міністра Україні як учасник виставки живопису «Євроімідж-2001»,
- дипломом учасника Всеукраїнської виставки мистецтва інвалідів
- дипломом Дев'ятого Міжнародного фестивалю мистецтв «Слов'янський базар»,
- подякою голови київської міськадміністрації Омельченка О. О.
- дипломом I ступеня як художник 2002 року в номінації «Зоря надії».

У 2002 Олександру Дорошенко присвоєно звання «Заслужений художник України».

## Інше
У 1977 отримав травму хребта, після якої користується інвалідним візком.